# Adolf Lieb
Adolf Lieb (* 5. November 1868 in Kaiserslautern; † im 20. Jahrhundert) war ein deutscher Verwaltungsjurist und Bezirksamtmann.

## Leben
Adolf Lieb studierte Rechtswissenschaften und war seit 1886 Mitglied der katholischen Studentenverbindung KDStV Aenania München im CV. Er legte 1893 das Große juristische Staatsexamen (Note II 9/20) ab. Er erhielt als Assessor eine Anstellung beim Bezirksamt Rottenburg und später in Frankenthal. Zum 1. Juni 1909 wurde er als Bezirksamtmann mit der Leitung des Bezirksamtes Neunburg vorm Wald betraut. Dort blieb er – 1916 zum Regierungsrat ernannt – bis zum 30. November 1918. Vom 16. Juni bis zum 30. September 1917 und vom 1. Juni bis 30. September 1918 war Lieb für die Leitung der bayerischen Waldfrüchtestelle beurlaubt. Dem Bezirksamt Frankenthal stand er vom 1. Dezember 1918 bis zum 31. Januar 1921 als Bezirksamtmann vor. Im direkten Anschluss wechselte er zur Regierung von Oberbayern, wo er in der Kammer des Innern beschäftigt war. Zum 1. Oktober 1927 wurde er Oberregierungsrat und ging zum Jahresbeginn 1934 in den Ruhestand.